# Pheidole fervens
Pheidole fervens är en myrart som beskrevs av Smith 1858. Pheidole fervens ingår i släktet Pheidole och familjen myror.

## Underarter
Arten delas in i följande underarter:
- P. f. desucta
- P. f. dharmsalana
- P. f. dolenda
- P. f. fervens
- P. f. jacobsoni
- P. f. jubilans
- P. f. pectinata
- P. f. protea
- P. f. soror

## Bildgalleri

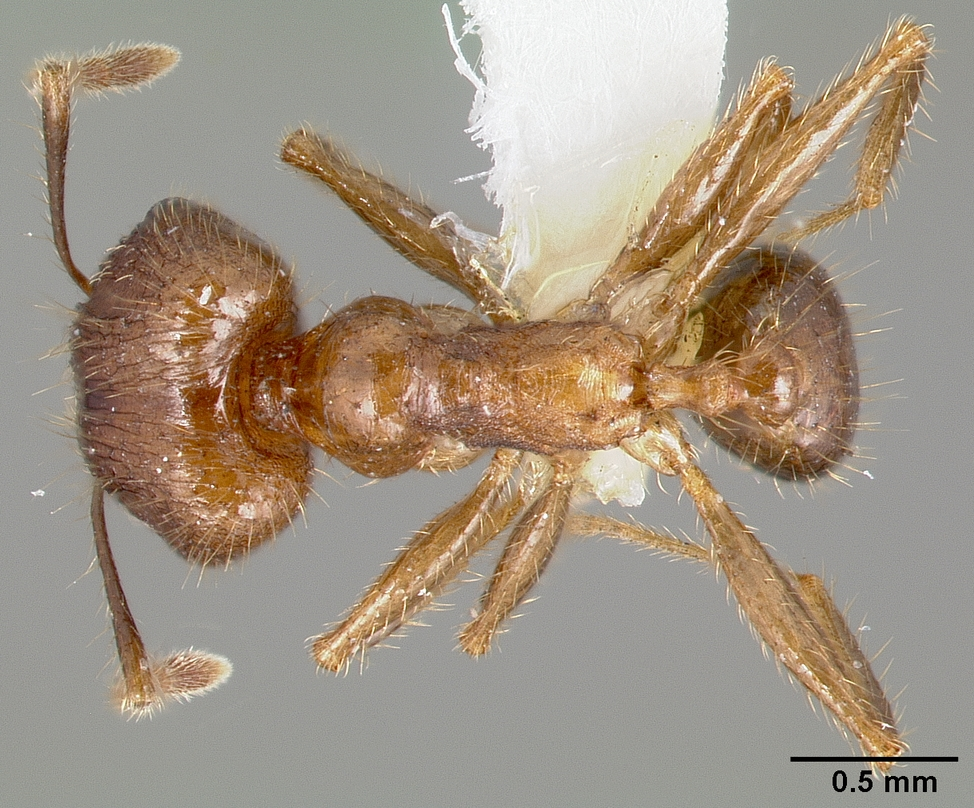
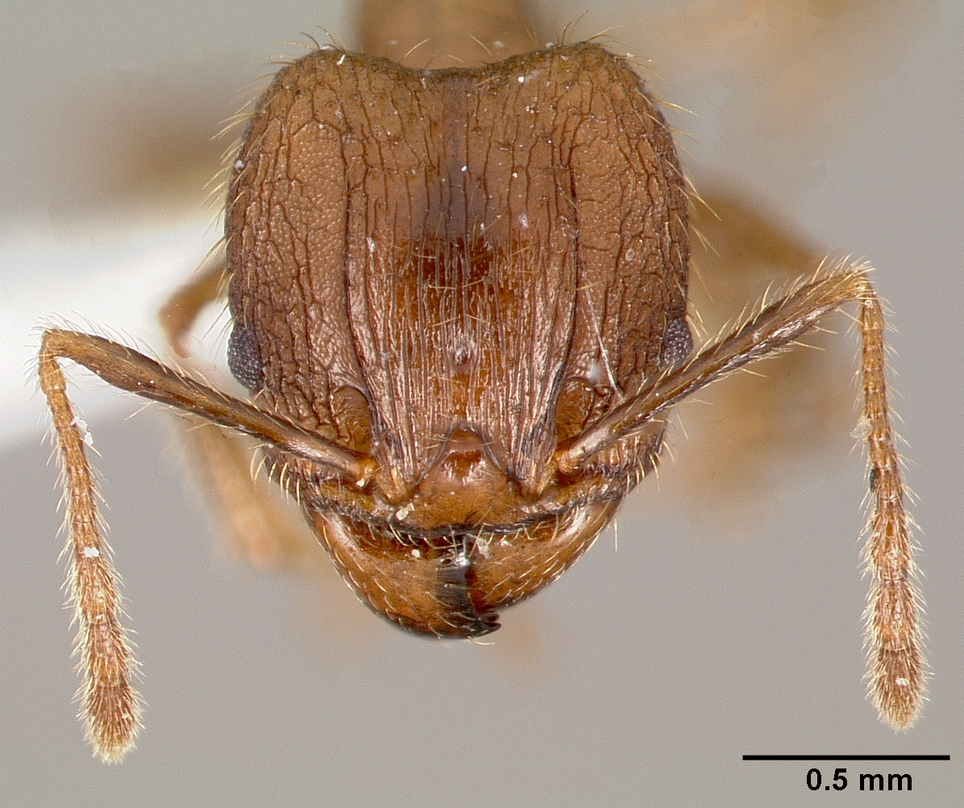
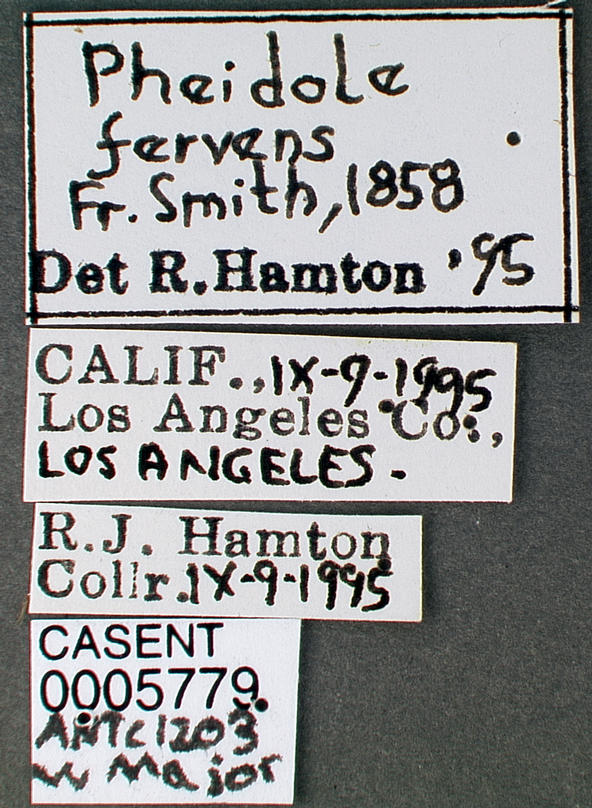
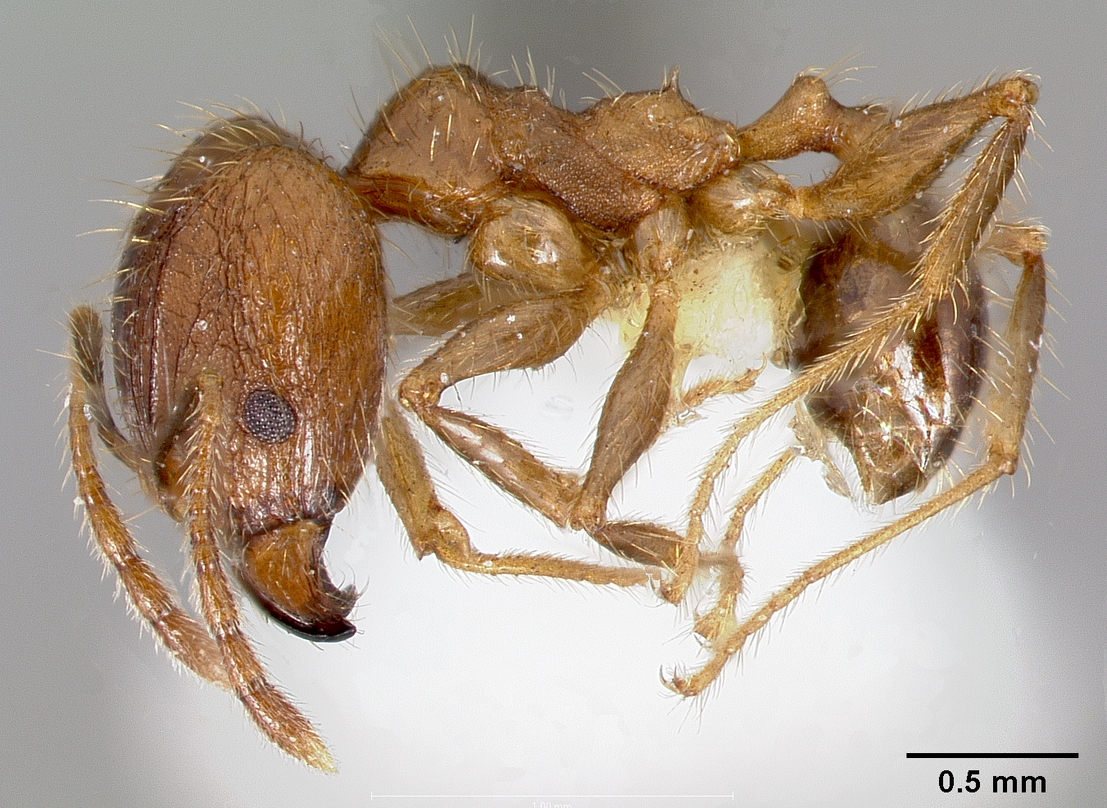
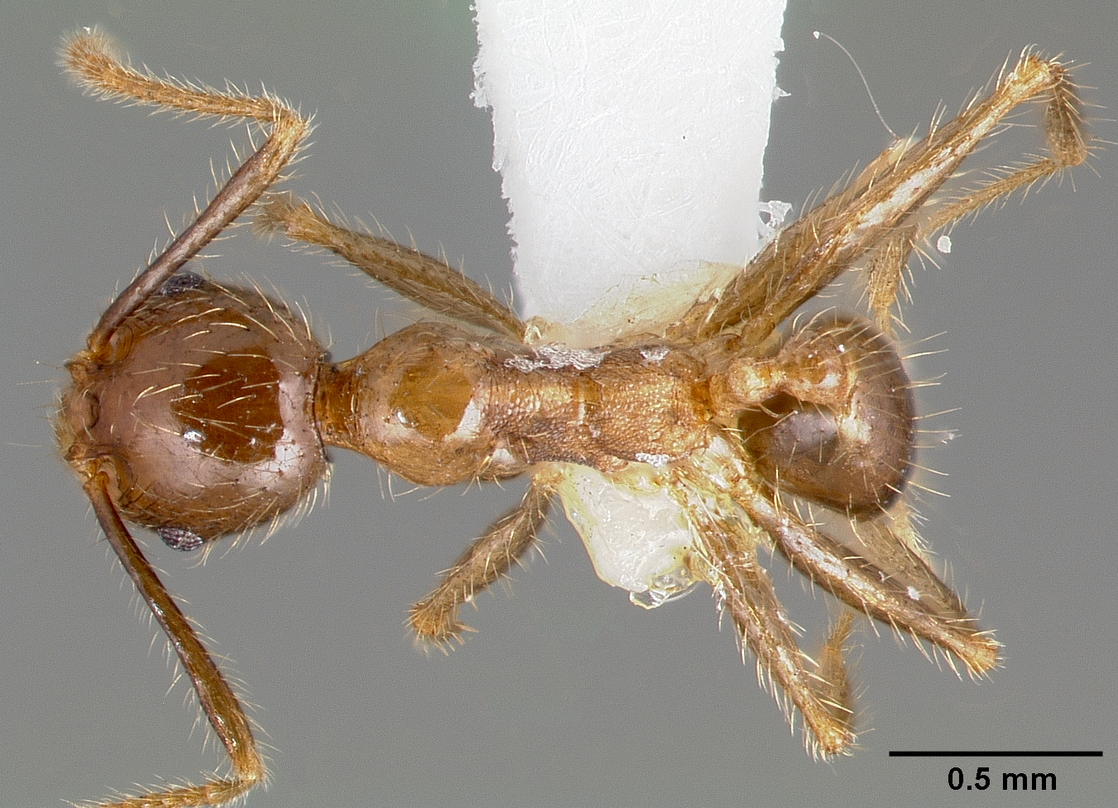
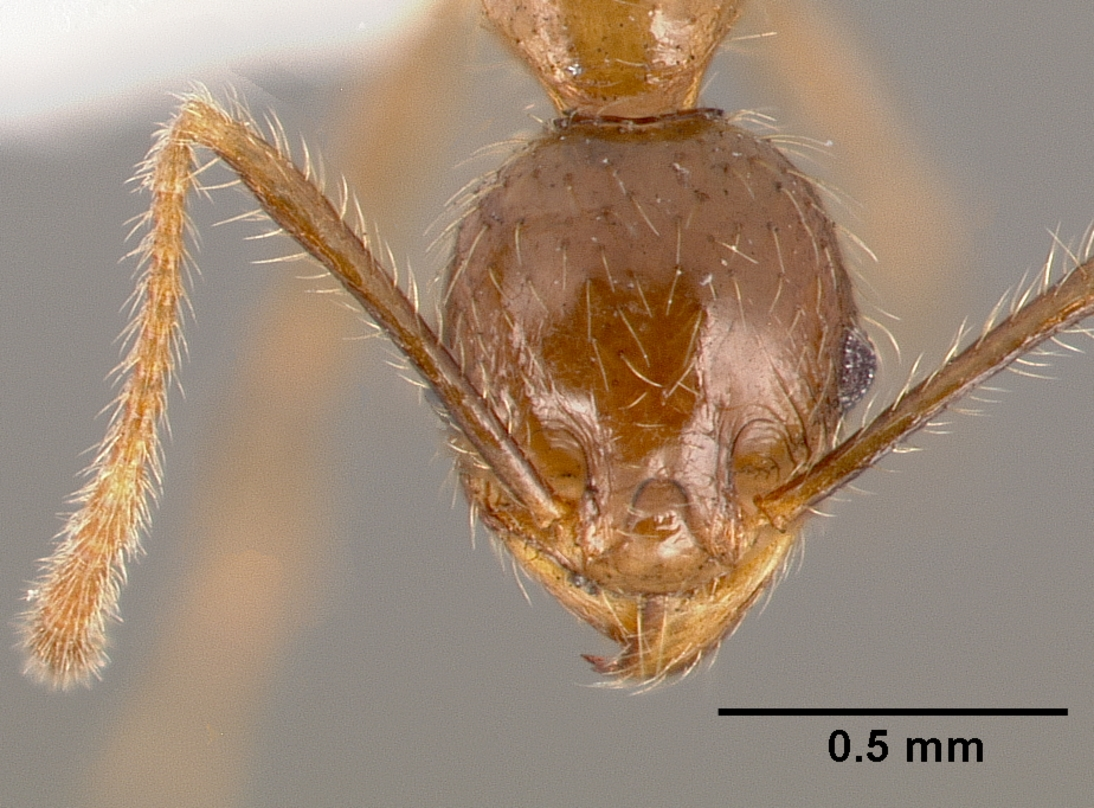